# Cour-cheverny (AOC)
Pour la commune, voir Cour-Cheverny.
Le cour-cheverny est un vin blanc d'appellation d'origine contrôlée produit en Loir-et-Cher. La surface de production représente 58 hectares avec comme cépage utilisé le romorantin B.

## Histoire
Le romorantin est introduit par François Ier en 1519. La crise du phylloxera touche durement le vignoble à la fin du XIXe siècle. Ce vignoble, a été classé en AOVDQS Cheverny en 1973. Classé en AOC en 1993. Les techniques en viticulture et œnologie ont bien évolué depuis 50 ans (vendange en vert, table de triage, cuve en inox, pressoir électrique puis pneumatique etc.).

## Situation géographique

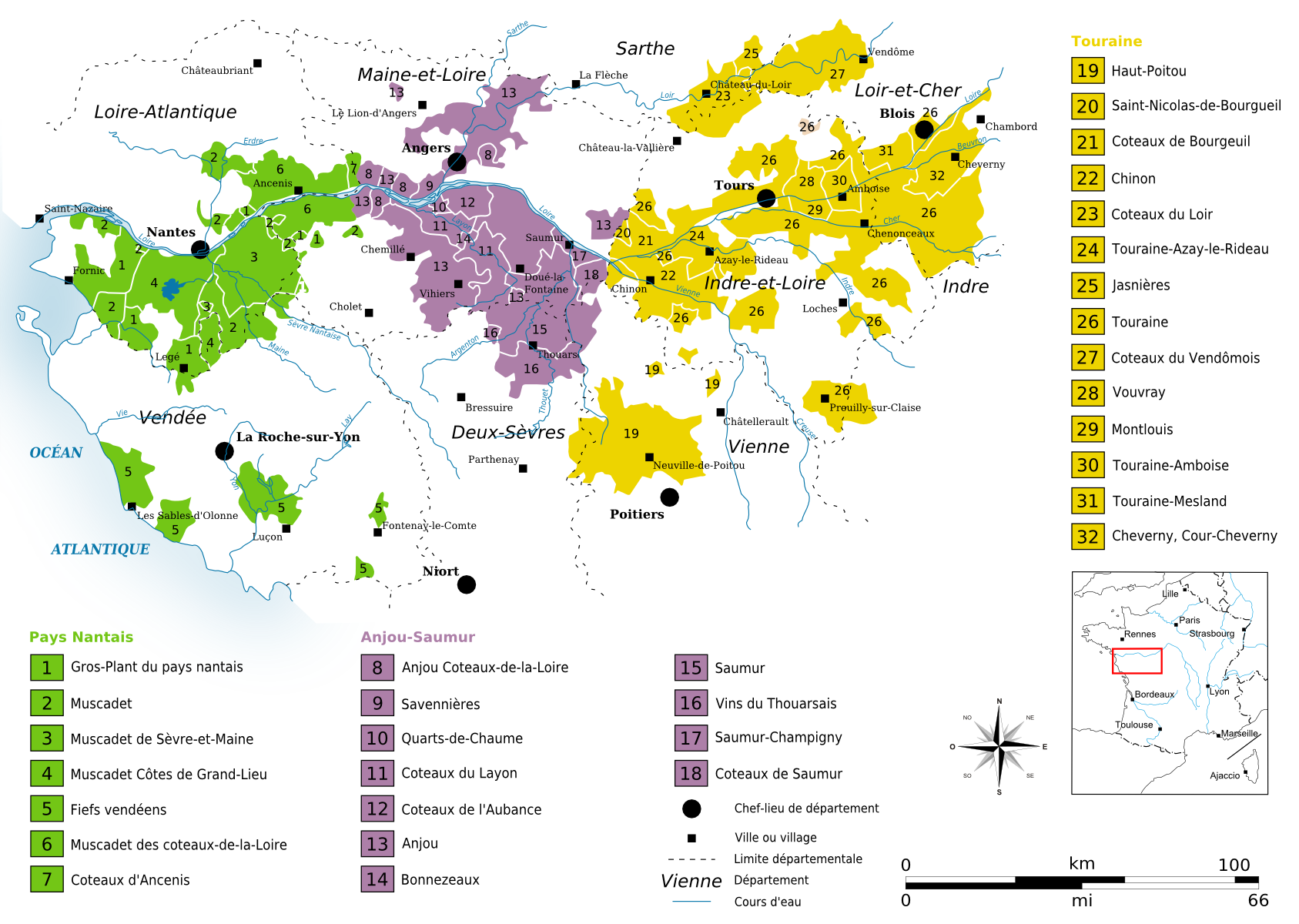
Les régions viticoles de Touraine, d'Anjou et de Basse Loire

Appellation située sur onze communes du département de Loir-et-Cher : Cellettes, Cheverny, Chitenay, Cormeray, Cour-Cheverny, Huisseau-sur-Cosson, Montlivault, Mont-près-Chambord, Saint-Claude-de-Diray, Tour-en-Sologne et Vineuil.

### Géologie et orographie
Les sols sont sablo-argileux, sablo-siliceux et argilo-calcaires.

### Climatologie
C'est un climat tempéré d'influence océanique dégradé. Au sud de Blois, les vignobles subissent les influences de la Loire et des importants massifs forestiers de la Sologne.
Tableaux climatique de Tours et Orléans, car le vignoble de Cour-Cheverny est situé entre ces deux villes :
Pour la ville de Tours (à 108 mètres d'altitude), les valeurs climatiques de 1965 à 1990 sont :
| Mois                                                                              | Janv | Fév  | Mars | Avr  | Mai  | Juin | Juil | Août | Sept | Oct  | Nov  | Déc  | Année |
| --------------------------------------------------------------------------------- | ---- | ---- | ---- | ---- | ---- | ---- | ---- | ---- | ---- | ---- | ---- | ---- | ----- |
| Températures minimales moyennes °C                                                | 1,6  | 2    | 3,3  | 5    | 8,4  | 11,4 | 13,1 | 12,9 | 10,8 | 7,9  | 3,8  | 2,3  | 6,9   |
| Températures moyennes °C                                                          | 4,2  | 5,1  | 7,3  | 9,6  | 13,2 | 16,5 | 18,9 | 18,6 | 16,1 | 12,3 | 7,1  | 4,8  | 11,2  |
| Températures maximales moyennes °C                                                | 6,9  | 8,2  | 11,3 | 14,3 | 18,1 | 21,7 | 24,6 | 24,3 | 21,4 | 16,7 | 10,5 | 7,4  | 15,4  |
| Moyennes mensuelles de précipitations (mm)                                        | 63,3 | 61,6 | 54,3 | 51,4 | 67,5 | 47,5 | 53   | 40,9 | 54,3 | 61   | 63   | 65,9 | 683,7 |
| Source : Archives climatologiques mensuelles - Tours Saint-Symphorien (????-1990) |      |      |      |      |      |      |      |      |      |      |      |      |       |

Pour la ville d'Orléans (à 125 mètres d'altitude), les valeurs climatiques de 1961 à 1990 sont :
| Mois                                                               | Janv | Fév  | Mars | Avr  | Mai  | Juin | Juil | Août | Sept | Oct  | Nov  | Déc  | Année |
| ------------------------------------------------------------------ | ---- | ---- | ---- | ---- | ---- | ---- | ---- | ---- | ---- | ---- | ---- | ---- | ----- |
| Températures minimales moyennes (°C)                               | 0,3  | 0,8  | 2,2  | 4,3  | 7,8  | 10,7 | 12,6 | 12,3 | 10,3 | 7,3  | 3,3  | 1,1  | 6,1   |
| Températures moyennes (°C)                                         | 3,1  | 4,2  | 6,6  | 9,3  | 12,9 | 16,2 | 18,5 | 18,2 | 15,8 | 11,7 | 6,6  | 3,8  | 10,6  |
| Températures maximales moyennes (°C)                               | 5,9  | 7,6  | 10,9 | 14,3 | 18,1 | 21,6 | 24,4 | 24,0 | 21,2 | 16,2 | 9,9  | 6,5  | 15,1  |
| Cumuls mensuels de précipitations (mm)                             | 55,2 | 49,7 | 51,8 | 47,9 | 65,8 | 47,5 | 52,4 | 45,3 | 49,3 | 57,9 | 60,1 | 54,3 | 637,2 |
| Source : Archives climatologiques mensuelles - Orléans (1961-1990) |      |      |      |      |      |      |      |      |      |      |      |      |       |

## Vignoble

### Présentation
L'aire de production s'étend sur 50, 51 ou 60, hectares pour une production en volume de 2 300 ou 2 800 hectolitres.

### Encépagement
Les vins de Cour-Cheverny sont issus à 100 % du romorantin B. Les grappes et les baies du romorantin sont petites à moyennes. La grappe est cylindrique et ailée. Le cépage est de bonne vigueur mais la production est irrégulière. Il est assez sensible à la pourriture grise.

### Méthodes culturales

#### Travail manuel
Ce travail commence par la taille. Le tirage des sarments suit la taille. Les sarments sont enlevés et peuvent être brûlés ou mis au milieu du rang pour être broyés. On passe ensuite aux réparations. Éventuellement des plantations de greffes. L'ébourgeonnage peut débuter dès que la vigne a commencé à pousser. Cette méthode permet, en partie, de réguler les rendements. Le relevage est pratiqué lorsque la vigne commence à avoir bien poussé. En général, deux à trois relevages sont pratiqués. Pour finir avec le travail manuel à la vigne se réalise l'étape importante des vendanges.

#### Travail mécanique
L'enjambeur est d'une aide précieuse. Les différents travaux se composent du broyage des sarments ; de trou fait à la tarière, là où les pieds de vignes sont manquants ; de labourage ou griffage, réalisé dans le but d'aérer les sols et de supprimer des mauvaises herbes. De désherbage. De plusieurs traitements des vignes, réalisés dans le but de les protéger contre certaines maladies cryptogamiques (mildiou, oïdium, pourriture grise, etc.). De plusieurs rognages consistant à reciper ou couper les branches de vignes (rameaux) qui dépassent du système de palissage. Des vendanges mécaniques se réalisant avec une machine à vendanger ou une tête de récolte montée sur un enjambeur.

### Rendements
Les rendements sont de 60 hectolitres par hectare pour le rendement de base et 72 hectolitres par hectare pour le rendement butoir.

## Vins

### Titres alcoométriques volumique minimal et maximal
Le titre alcoométrique volumique de ce vin est de 10 % volume au minimal et de 12,5 % volume au maximal.

### Vinification et élevage
Voici les méthodes générales de vinification pour cette appellation. Il existe cependant des petites différences de méthode entre les différents viticulteurs, négociants et caves coopératives.

#### Vinification en blanc

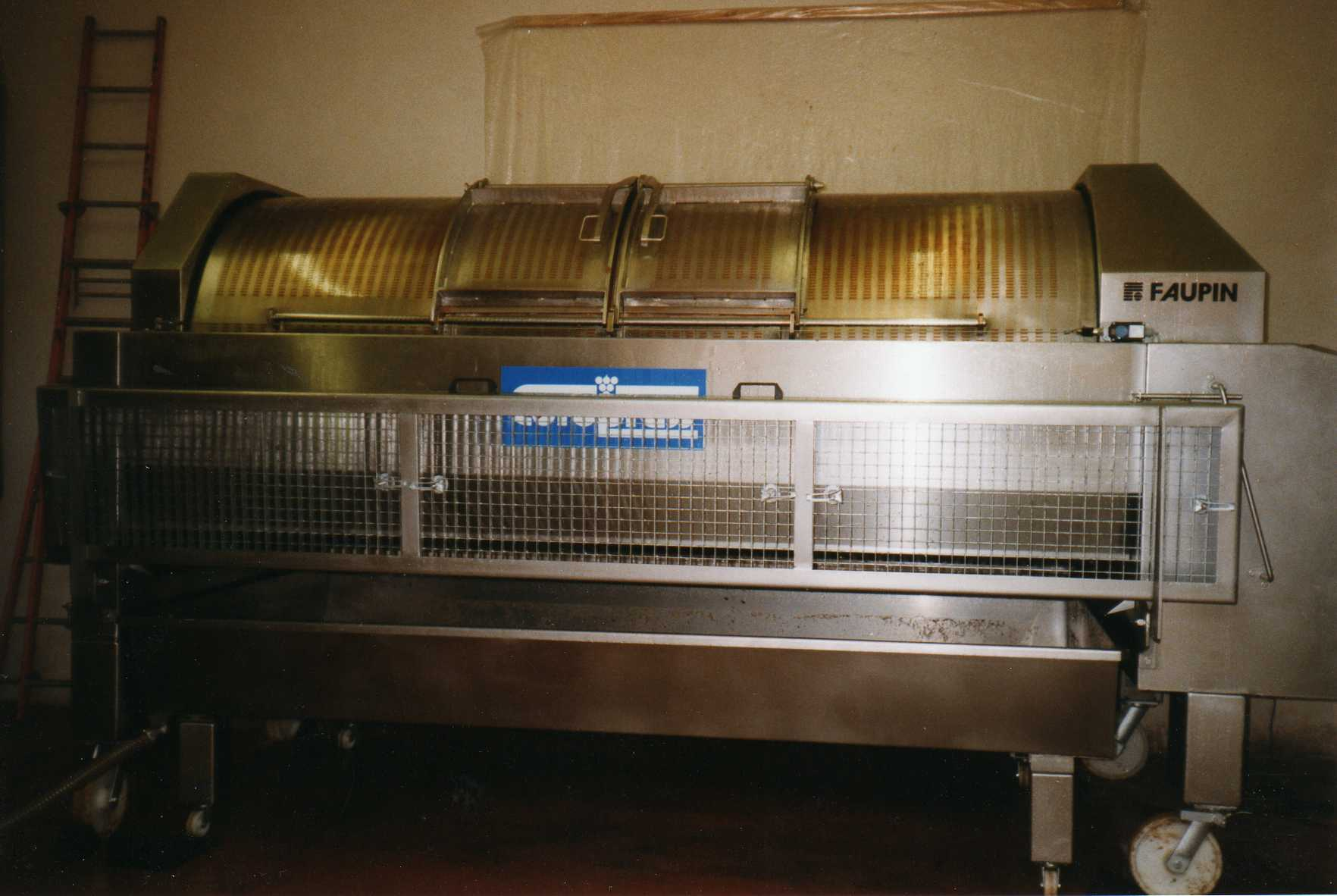
Pressoir pneumatique servant au pressurage.

Comme pour le rouge, la récolte est manuelle ou mécanique et peut être triée. Les raisins sont ensuite transférés dans un pressoir pour le pressurage. Une fois le moût en cuve, le débourbage est pratiqué généralement après un enzymage. À ce stade, une stabulation préfermentaire à froid (environ 10 à 12 degrés pendant plusieurs jours) peut être recherchée pour favoriser l'extraction des arômes. Mais le plus souvent, après 12 à 48 heures, le jus clair est soutiré et mis à fermenter. La fermentation alcoolique se déroule avec un suivi tout particulier pour les températures qui doivent rester à peu près stables (18 à 24 degrés). La chaptalisation est aussi pratiquée pour augmenter le titre alcoométrique volumique si nécessaire. La fermentation malolactique puis l'élevage est réalisée en Fûts ou en cuves. À la fin, la filtration du vin est pratiquée pour rendre les vins plus limpides. La mise en bouteille clôture l'opération.

### Terroir et vins
Les sols sablo-argileux, sablo-siliceux et argilo-calcaires donnent des vins blancs qui ont une couleur aux reflets dorés avec des arômes fruités, de miel et d'acacia. La bouche est vive et sèche avec une grande longueur en bouche.

### Gastronomie, garde et température de service
Ces vins s'accordent bien avec des poissons, des coquillages, des fruits de mer... Ils se servent aux alentours de 10 degrés et se gardent au moins 10 ans ; leur conservation peut atteindre 25 ans pour les meilleurs millésimes.

## Économie

### Commercialisation
La commercialisation de cette appellation se fait par divers canaux de vente : dans les caveaux du viticulteur, dans les salons des vins (vignerons indépendants, etc.), dans les foires gastronomiques, par exportation, dans les cafés-hôtels-restaurants (C.H.R.), dans les grandes et moyennes surfaces (G.M.S.).

### Structure des exploitations
Il existe des domaines de tailles différentes. Ces domaines mettent tout ou une partie de leurs propres vins en bouteilles et s'occupent aussi de le vendre. Les autres, ainsi que ceux qui ne vendent pas tous leurs vins en bouteilles, les vendent aux maisons de négoce.
Les caves coopératives et leurs apporteurs sont des vignerons. Ces derniers peuvent leur amener leurs récoltes, ou bien la cave coopérative vendange elle-même (machine à vendanger en général).
Les maisons de négoce achètent leurs vins, en général, en vin fait (vin fini) mais parfois en raisin ou en moût. Elles achètent aux domaines et passent par un courtier en vin qui sert d'intermédiaire moyennant une commission de l'ordre de 2 % à la charge de l'acheteur.

### Listes des producteurs
Cette AOC comprend 30 producteurs avec 26 viticulteurs dont 25 vinifient leurs vins. Sur ces vinificateurs, il y a 21 domaines, 2 caves coopératives et 2 maisons de négociants.

### Articles
- Sophie de Salettes, « Cheverny et Cour Cheverny - Un archipel de vignes aux portes de la Sologne », Revue des vins de France, no 621,‎ mai 2018, p. 96-100